# Ovabunda impulsatilla
Ovabunda impulsatilla is een zachte koraalsoort uit de familie Xeniidae. De koraalsoort komt uit het geslacht Ovabunda. Ovabunda impulsatilla werd in 1971 voor het eerst wetenschappelijk beschreven door Verseveldt & Cohen. 